# Suopatusrivier
Suopatusrivier (Zweeds – Fins: Suopatusjoki) is een rivier annex beek, die stroomt in de Zweedse  gemeente Kiruna. De rivier verzorgt de afwatering van het Suopatusmeer (Suopatusjärvi). Ze stroomt naar het zuidoosten door de lange Suopatusvallei (Suopatusvuoma); ze vervolgt haar weg en belandt ten noorden van Saivomuotka in de Muonio. Dat doet ze op twee plaatsen; één net ten noorden van het dorp; een ander op circa twee kilometer. Ze is circa zestien kilometer lang (zuidelijke monding).
Afwatering: Suopatusrivier → Muonio → Torne → Botnische Golf